# Kronika obce

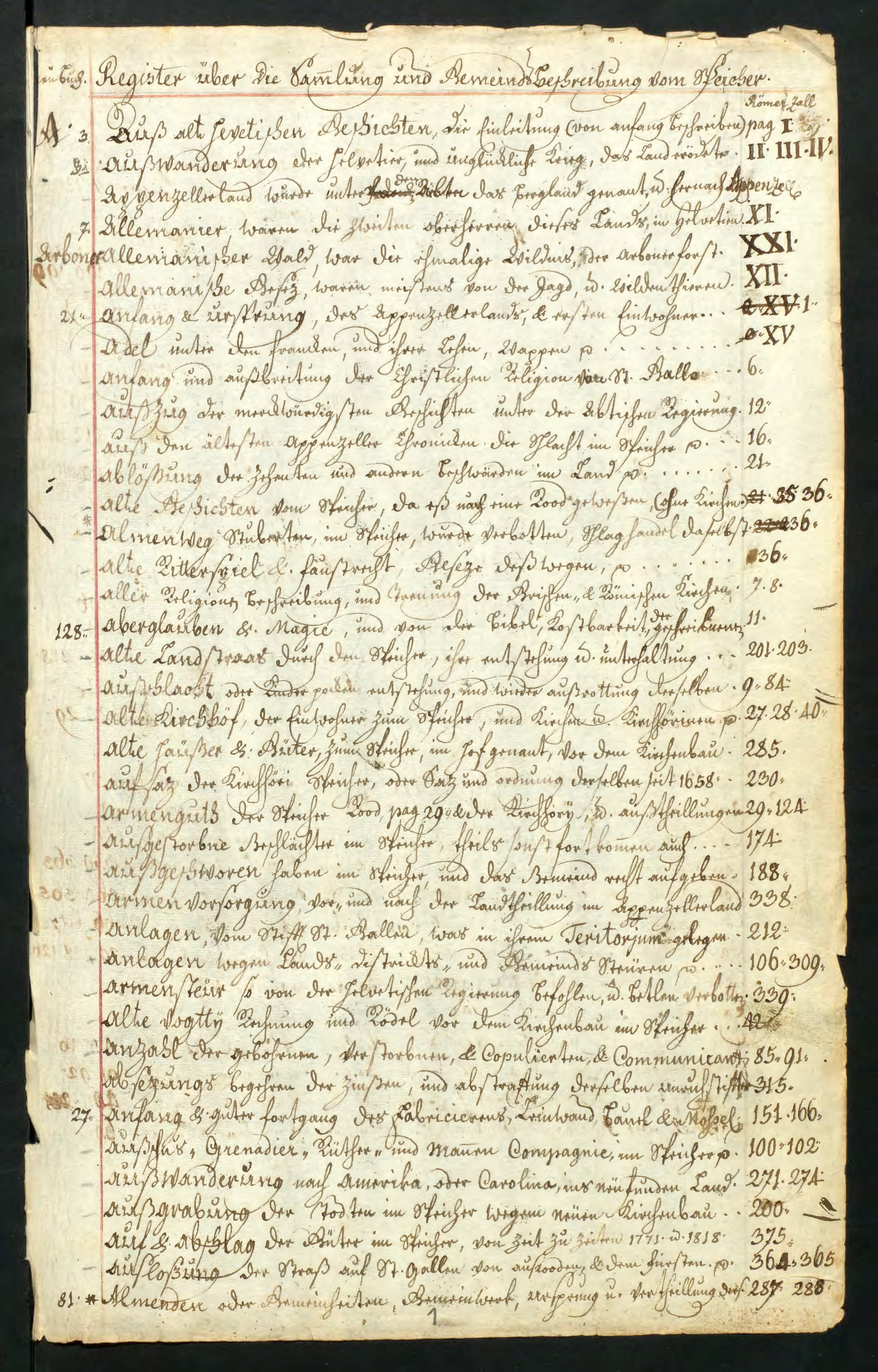
Kronika švýcarského města Speicher.

Kronika obce, dříve též pamětní kniha obce, je letopisecké dílo, zachycující „zprávy o důležitých a pamětihodných událostech v obci pro informaci i poučení budoucím generacím“.

## Kronikářství v českých zemích a Československu
Pamětní zápisy a knihy vedlo mnoho měst a městeček již před více staletími. Pokynem hraběte Karla Chotka z 31. srpna 1835 bylo uloženo, aby v každém městě a v každé obci s právem trhu v Čechách byla zavedena kronika v jazyce německém nebo latinském.
Po vzniku Československé republiky zákon č. 80/1920 Sb. z. a n. (ze dne 30. ledna 1920) o pamětních knihách obecních uložil samosprávným obcím založit a vést pamětní knihu obecní čili kroniku, k čemuž každá obec musela zřídit komisi a ustanovit kronikáře. Na zákon navázala prováděcí vládní nařízení č. 211/1921 Sb. z. a n. (nevztahovalo se na území Slovenska a Podkarpatské Rusi, pro která měla být vydána samostatná nařízení), později nahrazené vladním nařízením 169/1932 Sb. z. a n. (na území Podkarpatské Rusi platilo podmíněně), a ministerské směrnice.[zdroj?]
Od roku 2006 úlohu kronik v České republice určuje zákon č. 132/2006 Sb., o kronikách obcí, ze dne 14. března 2006, kterým byl zrušen zákon z roku 1920. Kroniku obce je v České republice povinna vést každá obec. Kronika je vedena jako ručně psaná kniha s číslovanými listy nebo v elektronické podobě s následným tiskem číslovaných listů po uzavření každého kalendářního roku. Kroniky vedou též městské části. Podle zákona musí být psána buď ručně, nebo v elektronické podobě s následným tiskem číslovaných listů po uzavření každého kalednářního roku na trvanlivém papíře určeném pro dokumenty, které se zajistí vazbou. Písemné, obrazové nebo zvukové dokumenty doplňující zápis v kronice jako příloha jsou nedílnou součástí kroniky. Do kroniky se podle zákona zaznamenávají zprávy o důležitých a pamětihodných událostech v obci pro informaci i poučení budoucím generacím. Zápis do kroniky se podle zákona provádí nejméně jedenkrát za kalendářní rok, o zápisu rozhoduje obec. Na obsah kronik obcí se nevztahuje ochrana podle práva autorského. Obec je povinna zajistit kroniku proti ztrátě, poškození a neoprávněnému přístupu. Do kroniky má ze zákona každý právo nahlédnout ve vymezené době na obecním úřadě, do ručně psané nebo vytištěné pod dohledem kronikáře. Občan obce starší 18 let může písemně navrhnout změnu, doplnění nebo opravu zápisu v kronice a obec podle okolností takovou navrženou úpravu provede.